# 戈貝爾鎮區 (密蘇里州俄勒岡縣)
戈貝爾鎮區（英語：Goebel Township）是位於美國密蘇里州俄勒岡縣的一個行政鎮區。

## 地方資料
戈貝爾鎮區的面積為82.07平方千米，當中陸地面積為81.68平方千米，而水域面積為0.39平方千米。根據2020年美國人口普查的數據，當地共有人口135人，而人口密度為每平方千米1.64人。